# Munzur-Vadisi-Nationalpark
Koordinaten: 39° 29′ 21″ N, 39° 37′ 30″ O
Der Munzur-Vadisi-Nationalpark (türkisch Munzur Vadisi Millî Parkı) ist einer der größten und artenreichsten Nationalparks der Türkei. Er hat eine Fläche von 420 km² und liegt in Ostanatolien in den Provinzen Tunceli und Erzincan. Er umfasst das Tal des Munzur Çayı, eines Nebenflusses des Murat, und große Teile der Munzur Dağları. Am 21. Dezember 1971 wurde er zum Nationalpark erklärt. Dabei fand man heraus, dass der Nationalpark 1518 Pflanzenarten beherbergt. Davon sind 227 endemisch in der Türkei und 43 endemisch in dem Nationalpark, wie z. B. der Tunceli-Knoblauch Allium tuncelianum.

## Flora
Häufige Bäume des Nationalparks sind Buche, Eiche, Weide, Pappel, Walloneneiche, Spitzahorn, Schwarzerle, Birke, Wildapfel, Wildbirne, Walnuss und Zeder. Häufige Wildblumenarten sind Tulpe, Hyazinthe, Narzisse, gemeines Schneeglöckchen, Veilchen, echte Kamille, wohlriechender Gänsefuß, Anafatma, Tragant und wilder Thymian.

## Fauna

### Vogelarten
Bedrohte Vogelarten, die im Nationalpark recht häufig vorkommen, sind Schwarzstorch, Lämmergeier, Schmutzgeier, Gänsegeier, Kaspikönigshuhn, Schlangenadler, Steinadler,  Adlerbussard, Kaiseradler, Zwergadler, Steinbraunelle, Alpenbraunelle, Mauerläufer, Alpendohle und Schneesperling.

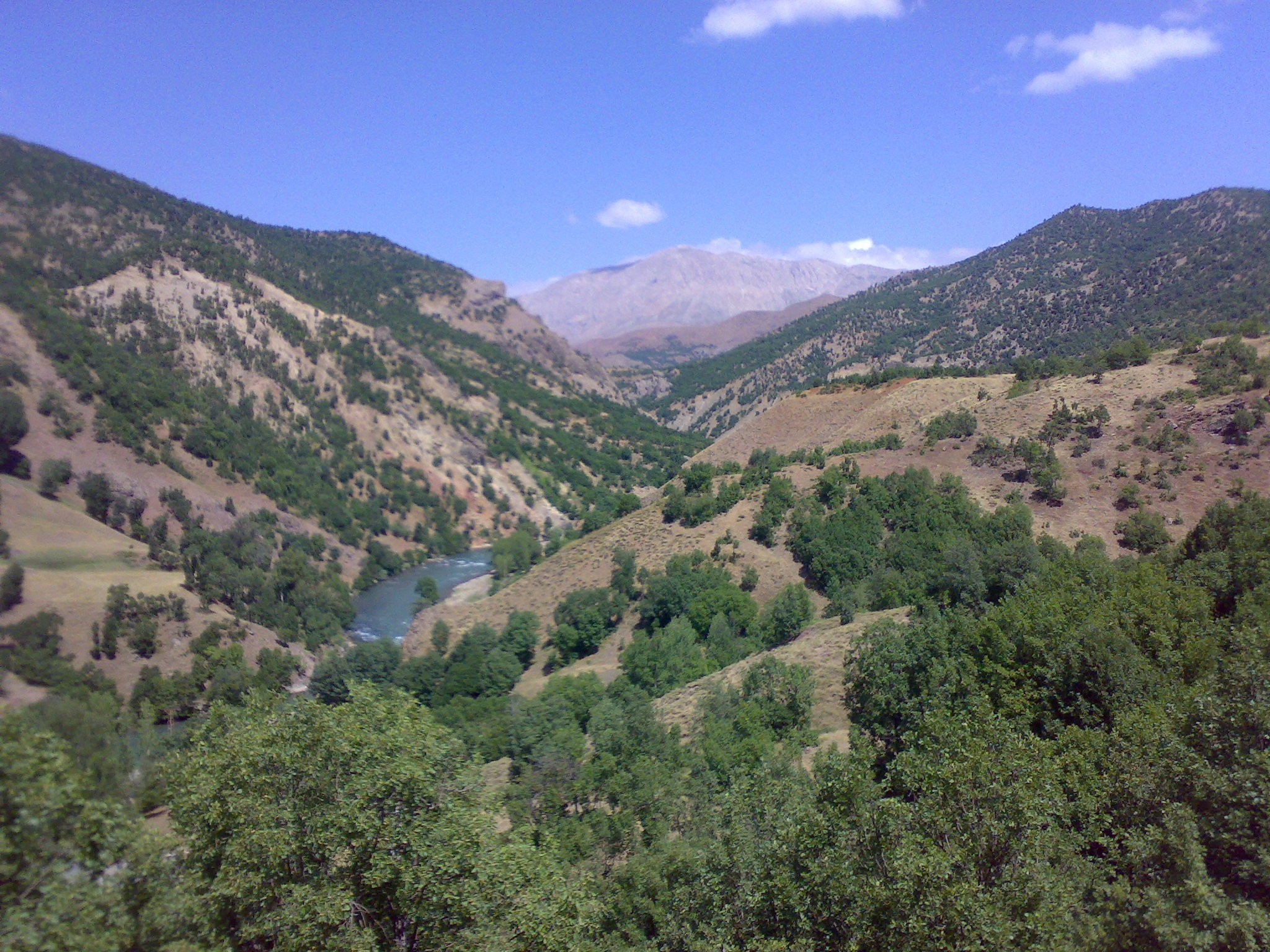
Das Tal des Munzur-Flusses

### Säugetiere
Die wichtigsten Säugetiere des Parks sind der Bilch, Wolf, Braunbär, Fischotter, Wildkatze, Eurasischer Luchs, Gämse und Steinbock. Weitere Säugetiere des Parks sind Wildhase, Schakal, Fuchs, Wiesel, Steinmarder, Dachs, Wildschwein, Wildziege, Bergschaf, graues Eichhörnchen und Igel.

### Fische
Ein seltener Fisch des Nationalparks ist die rotgefleckte Forelle.

## Weitere Informationen
Im Nationalpark gibt es etliche Höhlen, aber bisher keine systematische Erforschung. Außerdem gibt es mehrere Sinterterrassen und natürliche Thermalbäder. Dies zeigt, dass Tunceli ein großes Potential für Geothermie hat.

## Bedrohung durch Staudammprojekte
In Tunceli wurden zwei Staudämme gebaut. Weitere sieben Staudämme sind in Planung. Werden diese Dämme fertiggestellt, versinkt der größte Teil des Nationalparks in den Fluten der Stauseen. Die Planungen für die Staudämme sind bereits abgeschlossen.
Gemäß Paragraph 23, Waldgesetz Nr. 6831 und dem Gesetz zum Schutz von Nationalparks Nr. 2873 ist die Errichtung von Staudämmen in diesen Gebieten eine illegale Praxis.